# Steropleurus recticarinatus
Steropleurus recticarinatus is een rechtvleugelig insect uit de familie van de sabelsprinkhanen (Tettigoniidae). De wetenschappelijke naam van deze soort is voor het eerst voorgesteld als Uromenus recticarinatus door Vicenta Llorente del Moral in een publicatie uit 1980.
Deze soort is alleen bekend van de provincie Huelva in Zuidwest-Spanje.